# Anthelephila bifurcatus
Anthelephila bifurcatus es una especie de coleóptero de la familia Anthicidae.

## Distribución geográfica
Habita en Bután.